# 灵丘故城遗址
灵丘故城遗址，位于中华人民共和国山西省大同市灵丘县落水河乡新庄村北，已列为山西省文物保护单位。

## 保护
2021年8月4日，灵丘故城遗址由山西省人民政府公布为第六批山西省文物保护单位，编号6-5-1-5。